# Psoriasi de gotes
La psoriasi de gotes (o psoriasi guttata o psoriasi punctata) és un tipus de psoriasi que presenta lesions petites (0,5-1,5 cm de diàmetre) sobre el tronc superior i les extremitats proximals; es troba freqüentment en adults joves.:410:194
El terme "guttata" s'utilitza per descriure l'aspecte de gota de les lesions cutànies. La psoriasi de gotes es desencadena clàssicament per una infecció bacteriana, generalment una infecció del tracte respiratori superior.:726

## Signes i símptomes
Normalment, la psoriasi de gotes esclata després d'una infecció estreptocòccica de la gola.] Inicialment, quan la infecció de la gola s'ha aclarit, la persona es pot sentir bé durant diverses setmanes abans de notar l'aparició de taques vermelles. Al principi semblen petites, com una taca vermella seca que pica lleugerament. Quan es rasca i s'elimina la capa superior de la pell de la taca, mostra al dessota una pell seca i vermella amb escates blanques i seques. En les setmanes següents, les taques poden créixer fins a uns 2,5 cm de diàmetre. Alguns dels més grans poden formar una zona pàl·lida al centre que és lleugerament groga.
La psoriasi de gotes pot ocórrer a qualsevol part del cos, especialment a les cames, els braços, el tors, les parpelles, l'esquena, la part inferior, la línia del biquini i el coll. El nombre de lesions pot variar entre 5 i més de 100. En general, les parts del cos més afectades es veuen als braços, cames, esquena i tors.